# Burgess Hill
Burgess Hill – miasto w Wielkiej Brytanii, w Anglii, w regionie South East England, w hrabstwie West Sussex. W 2001 r. miasto to zamieszkiwało 28 803 osób i jest ono pod względem wielkości populacji czwartym miastem w hrabstwie (po Crawley, Worthing i Horsham) oraz największym w dystrykcie Mid Sussex.
W mieście tym swą siedzibę ma klub piłkarski – Burgess Hill Town F.C.

## Miasta partnerskie
- Abbeville
- Schmallenberg